# Richard Gabb
 Richard Gabb  nacido el 12 de febrero de 1992 (33 años) es un tenista profesional británico, nacido en la ciudad inglesa de Somerset.

## Carrera
Su mejor ranking individual es el Nº 410 alcanzado el 21 de octubre de 2013, mientras que en dobles logró la posición 263 el 25 de noviembre de 2013.
No ha logrado hasta el momento títulos de la categoría ATP ni de la ATP Challenger Tour, aunque sí ha obtenido varios títulos Futures tanto en individuales como en dobles.